# Lietuvos šachmatų federacija
Der Schachverband Litauens (Lietuvos šachmatų federacija, LŠF) ist der Landesverband der Schachspieler und Schachvereine in Litauen. Der Verein wurde 1929 gegründet. Der Sitz ist in Vilnius. Der Schachverband, der von einem Rat unter Leitung Aleksandras Černovas geführt wird, richtet die Einzel- und Mannschaftsmeisterschaften auf Landesebene aus.

## Präsidenten
- Vitalijus Majorovas (1961–1997)
- 1990: Algirdas Jurgis Bajarkevičius
- Gediminas Miškinis (* 1961), Wirtschaftspolitiker, Vizeminister
- 1998–1999: Kęstutis Skrebys  (* 1965), Politiker, Minister
- 1999–2002: Česlovas Juršėnas (* 1938), Politiker, Seimas-Präsident
- 2002–2005: Julius Sabatauskas (* 1958), Politiker, Seimas-Vizepräsident
- 2005–2010: Gediminas Paviržis (1941–2022), Politiker, Seimas-Mitglied
- 2010–2011: Jonas Sidabras  (* 1968),  Schachtrainer und Schiedsrichter
- 2011–2012: Jonas Viesulas (* 1952), Ingenieur
- 2012–2019: Aleksandras Černovas (* 1970), Unternehmer
- seit 2019: Gytis Kaminskas

## Vizepräsidenten
- ab 2007: Marijonas Ročius und Jonas Sidabras
- ab 2011: Laimonas Kudžma und Antanas Zapolskis
- ab 2013: Raimondas Paliulionis und Arvydas Baltrūnas
- ab 2015: Raimondas Paliulionis und Jonas Sidabras